# Ryszard Zyga
Ryszard Zyga vel Wiktor Leśniewski pseud.: Lelum, Słoń (ur. 16 maja 1922 w Przeworsku) – żołnierz Armii Andersa i Polskich Sił Zbrojnych na Zachodzie, oficer Armii Krajowej, porucznik łączności czasu wojny, cichociemny.

## Życiorys
W 1940 roku zdał małą maturę w II Państwowym Gimnazjum i Liceum w Tarnopolu. Należał do Stronnictwa Narodowego. W tymże roku został aresztowany przez NKWD, skazany na 10 lat łagru i wywieziony do więzień i łagrów w Charkowie, Nachodce i Magadanie, gdzie pracował w kopalni złota. Po zwolnieniu na mocy układu Sikorski-Majski zgłosił się do Armii Andersa, gdzie 25 stycznia 1942 roku przydzielono go do 8 dywizjonu artylerii przeciwlotniczej 8 Dywizji Piechoty. Od 1 maja 
uczył się w szkole podchorążych rezerwy piechoty. We wrześniu 1942 roku dotarł do Wielkiej Brytanii, 5 października został przydzielony do Sekcji Dyspozycyjnej Naczelnego Wodza, gdzie ukończył kurs radiowy.
Zgłosił się do służby w kraju. Przeszedł szkolenie w zakresie łączności i został zaprzysiężony 10 lipca 1943 roku na rotę Armii Krajowej w Oddziale VI Naczelnego Wodza. W nocy z 14 na 15 września 1943 roku został zrzucony do kraju w ramach akcji „Neon 6” dowodzonej przez kpt. naw. Wincentego Wasilewskiego (zrzut na placówkę odbiorczą „Koc 1” koło Nieporętu). W czasie aklimatyzacji w Warszawie został 15 października aresztowany przez Gestapo. Był więziony przy Alei Szucha 25, na Pawiaku, w  obozach koncentracyjnych Groß-Rosen (gdzie próbował zorganizować ucieczkę), Hersbruck i Dachau, skąd został wyzwolony  29 kwietnia 1945 roku przez wojska amerykańskie.
Od listopada 1945 służył w 2 batalionie szkoleniowym przy I Korpusie Polskim. Po zaawansowanym kursie łączności służył od lipca 1946 roku w szwadronie łączności 16 Samodzielnej Brygady Pancernej, a od września tego roku do maja 1948 roku – w PKPR. Po demobilizacji pracował w zakładach produkcyjnych przemysłu radiowego w Wielkiej Brytanii. W latach 1952–1957 pracował w Argentynie. Po powrocie do Wielkiej Brytanii pracował w fabrykach elektronicznych i farmaceutycznych jako kierownik działu produkcji, kierownik działu technicznego. W 1987 roku przeszedł na emeryturę.
Działa społecznie. Od 1995 roku jest wiceprzewodniczącym Koła Cichociemnych w Wielkiej Brytanii.

## Awanse
- starszy strzelec – 21 kwietnia 1943 roku
- podporucznik czasu wojny – ze starszeństwem z dniem 14 września 1943 roku
- porucznik czasu wojny – 1 stycznia 1946 roku.

## Odznaczenia
- Krzyż Walecznych – czterokrotnie
- King’s Medal for Courage in the Cause of Freedom (Wielka Brytania).

## Życie rodzinne
Jest synem Jana, inżyniera mechanika na PKP, i Marii z domu Kostomek. Był dwukrotnie żonaty. W 1948 roku ożenił się z Margareth Reed (ur. w 1922 roku), z którą miał dwoje dzieci: Mariana (ur. w 1949 roku) i Sarah (ur. w 1950 roku). W 1964 roku ożenił się z Patricią Mercy (ur. w 1935 roku), z którą miał dwie córki: Katrin (ur. w 1966 roku) i Kristin (ur. w 1967 roku). 
Mieszka w Rowland's Castle w Wielkiej Brytanii.